# Abinadje Ag Abdallah
Abinadj Ag Abdallah est un homme politique malien.
Il est le principal maire d'Aguel'hoc depuis la mise en place des institutions municipales au Mali.
Le 18 mars 2007, il a été élu conseiller national pour la région de Kidal sur une liste indépendante.